# Palestine (Texas)
Palestine es una ciudad ubicada en el condado de Anderson en el estado estadounidense de Texas. En el Censo de 2010 tenía una población de 18.712 habitantes y una densidad poblacional de 368,72 personas por km². La ciudad está ubicada en la parte este del Estado de Texas. El nombre de Palestine le fue puesto en honor a Palestine, Illinois, que era el sitio de origen de uno de los primeros pobladores. Se encuentra ubicada en el curso medio del río Trinity.
Los mayores empleadores de Palestine son el Departamento de Justicia de Texas, que emplea 3,900 personas, y dos centros de distribución de Wal-Mart con 1600 empleados. Otras actividades relevantes son los numerosos centros de salud que atienden una gran población de retirados y jubulados. 
En febrero de 2003 en territorio de Palestine cayó gran parte de los residuos producto de la tragedia del Space Shuttle Columbia. 

## Geografía

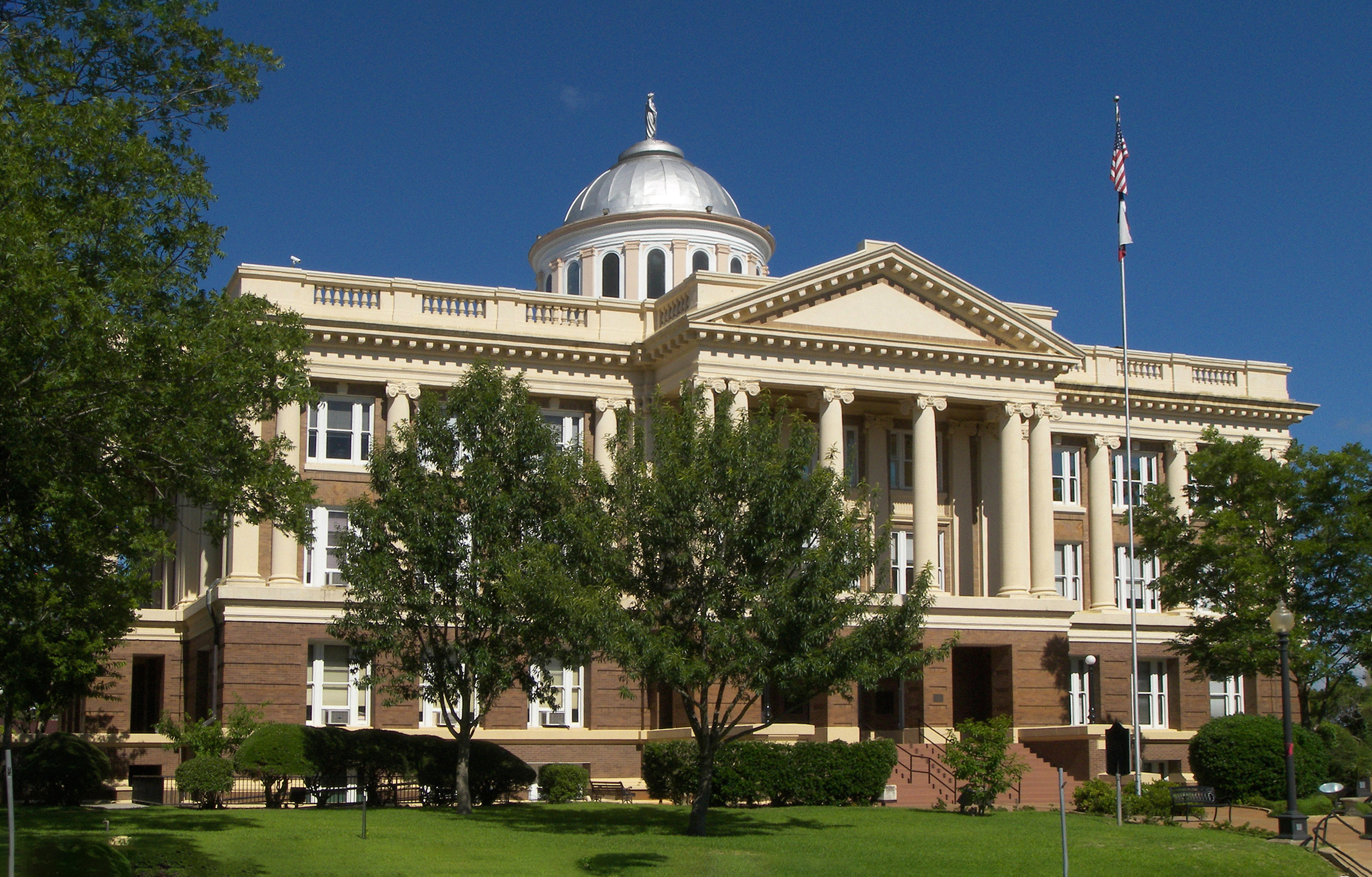
Palacio de Justicia del condado, Palestine

Palestine se encuentra ubicada en las coordenadas 31°45′16″N 95°38′49″O / 31.75444, -95.64694. Según la Oficina del Censo de los Estados Unidos, Palestine tiene una superficie total de 50.75 km², de la cual 50.21 km² corresponden a tierra firme y (1.06%) 0.54 km² es agua.

## Demografía

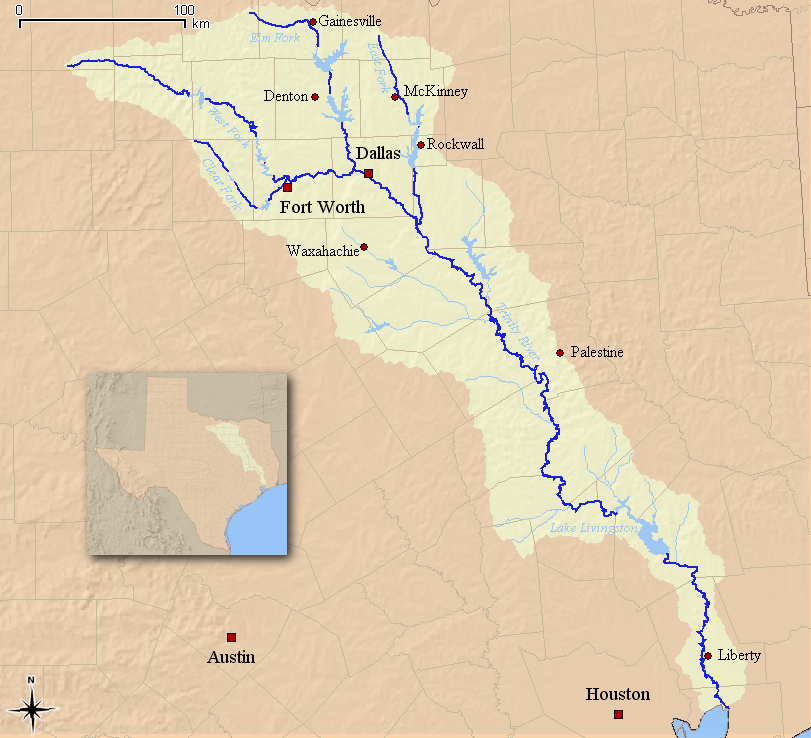
Ubicación de Palestine en la cuenca del río Trinity

Según el censo de 2010, había 18.712 personas residiendo en Palestine. La densidad de población era de 368,72 hab./km². De los 18.712 habitantes, Palestine estaba compuesto por el 62.13% blancos, el 23.28% eran afroamericanos, el 0.54% eran amerindios, el 0.89% eran asiáticos, el 0.06% eran isleños del Pacífico, el 10.37% eran de otras razas y el 2.73% pertenecían a dos o más razas. Del total de la población el 21.92% eran hispanos o latinos de cualquier raza.

## Puntos de interés
- Trinity Valley Community College (sede del Campus del Condado de Anderson)